# Убийства повсюду
«Убийства повсюду» (кит. трад. 大殺四方, палл. Да ша сы фан), также известный как «Вторжение бунтарей» (англ. The Rebel Intruders) — гонконгский художественный фильм 1980 года, снятый режиссёром и сценаристом Чжан Чэ.

## Сюжет
События фильма развиваются во времена, когда различные генералы соперничали друг с другом за контроль над областями Китая. Трое беженцев прибывают в город, как только армия мастера Чэнь Цзугуана берёт его под свой контроль. Один из троицы, Ван Сюй, находит работу в публичном доме, Цзинь Чжэнпин пристраивается у Чэня, а Юй Ханьшэн встречает мастера Дэна, который даёт парню работу в игорном доме. Трое друзей прибыли из одной провинции и, не имея родственников, становятся назваными братьями.
Чэнь Цзугуан объединяет усилия с генералом Линем для захвата территории, подконтрольной генералу Вану, и посылает своего брата убить городского правителя в публичном доме. Когда они пытаются подставить работника борделя, завязывается оживлённая схватка, и брат Чэня погибает. Трое побратимов пробиваются к мастеру Дэну в надежде на его помощь. Тем не менее, тот неожиданно идёт против них. Начинается битва, в ходе которой Юй и Цзинь берут на себя войско, а Ван сражается с Чэнем. В конечном итоге все трое расправляются с генералом. Они сбегают и решают вступить в ряды повстанцев на юге.

## В ролях
- Лу Фэн — Чэнь Цзугуан
- Сунь Цзянь[кит.] — Дэн Юньтун
- Вон Лик — Пань Фэн
- Филип Куок[англ.] — Ван Сюй
- Чхо Сёнвань — Хун Лин
- Ло Ман[англ.] — Цзинь Чжэнпин
- Цзян Шэн[англ.] — Юй Ханьшэн

## Реакция
Рецензия от авторов книги The Encyclopedia of Martial Arts Movies содержит положительный тон, в которой кунг-фу описывается как «чудесное», постановка —  «высококлассная». Рецензент с сайта cityonfire.com в своём отзыве проблемой называет неравномерное распределение боевых сцен, при этом в целом оценивает киноленту ниже «Непобедимого Шаолиня» и «Пятерых ядовитых», но выше «Хромых мстителей». Кинокритик Борис Хохлов, представляющий ресурс HKCinema.ru, средне оценивает картину, чей сюжет, по мнению критика, не имеет «чёткой сюжетной линии с завязкой и развязкой», а экшен, на его взгляд, несмотря на изобилие «замечательных и разнообразных групповых схваток», разочаровывает в финале фильма. Эндрю Сароч (Far East Films) пишет восторженный отзыв, в котором хвалит Чжан Чэ, «показывающего хороший пример многим кинематографистам как один может создать волнение и интригу», называет сюжет фильма «многослойным и богатым на искусство создания образов», положительно оценивает образы главных героев, но единственным недостатком Сароч объявляет то, что создатели не дали в полной мере проявить себя Сунь Цзяню.